# 埃内阿斯上尉镇
埃内阿斯上尉镇是巴西米纳斯吉拉斯州的一个市镇。总面积972.92平方公里，总人口14106人，人口密度14.5人/平方公里。